# Insnesia clara
Insnesia clara är en insektsart som först beskrevs av Leonard D. Tuthill 1942.  Insnesia clara ingår i släktet Insnesia och familjen rundbladloppor. Inga underarter finns listade i Catalogue of Life.